# Parachlorillus
Parachlorillus is een geslacht van wantsen uit de familie van de Miridae (Blindwantsen). Het geslacht werd voor het eerst wetenschappelijk beschreven door Wagner in 1964.

## Soorten
Het genus bevat de volgende soorten:

- Parachlorillus elongatus Eckerlein & Wagner, 1965
- Parachlorillus spilotus (Fieber, 1858)